# Xonrupt-Longemer
 Xonrupt-Longemer  es una comuna y población de Francia, en la región de Lorena, departamento de Vosgos, en el distrito de Saint-Dié-des-Vosges y cantón de Gérardmer. Está integrada en la Communauté de communes des Lacs et des Hauts Rupts . Forma parte de la aglomeración urbana de Gérardmer.

## Geografía
El municipio ocupa el alto valle del Vologne, que se extiende hasta el cuello de Schlucht. El valle encajonado, modelado por los glaciares del Cuaternario, presenta una altitud mínima de 642 m.El Lago de Longemer se sitúa por encima del centro, a una altitud de 736 m, el lago de Retournemer a 776 m, su el punto culminante, con el de Hohneck, es la "Altura de Falimont" (1306 m).

## Historia
El primer habitante fue un caballero alsaciano llamado Bilon .Para acogerse, se construyó una cabaña al borde del lago (este lugar se llama ahora el paraje Bilon). Pasó el resto de su vida trabajando la tierra. Fue el primer habitante del valle de los lagos.
Otro hecho de destacar es la eventual presencia de Carlomagno, gran aficionado de la caza.
Los primeros habitantes del municipio de Xonrupt habitaron una granja cerca del lago, que entonces formaba parte del municipio de Gérardmer.
El municipio de Xonrupt fue creado por una ley del 22 de octubre de 1919, que partió por la mitad la comuna de Gérardmer. Contaba entonces a 809 habitantes. El nombre del lago fue fijado más tarde en un fin de reconocimiento turístico.
En 1934 fue construida su iglesia.
En 1944, la casi totalidad del pueblo fue ocupada por el ejército alemán. Su meta era enlentecer el avance de los aliados. Los habitantes actuales conocen pocas cosas de esa época. En efecto, las personas que sobrevivieron en aquella época sufrieron tanto que era difícil hacerles hablar.

## Demografía
| 1962 | 1968 | 1975 | 1982 | 1990 | 1999 |
| ---- | ---- | ---- | ---- | ---- | ---- |
| 930  | 1027 | 1101 | 1333 | 1415 | 1489 |

(Población sans doubles comptes de los censos del INSEE)

## Gobierno
Lista de alcaldes:
| Ascensión | Final | Nombre           |
| --------- | ----- | ---------------- |
| 1919      | ?     | Leduc            |
| ?         | 1965  | Paul Martin      |
| 1965      | 1983  | Maurice Fermbach |
| 1983      | 198?  | Claude François  |
| 198?      | 1989  | Claude Valrophe  |
| 1989      | 1995  | François Lalevé  |
| 1995      | 2001  | Etienne Viry     |
| 2001      | 2008  | Éric Moguel      |

## Escudo
El escudo de Xontrupt-Longemer fue descripto en francés de la siguiente manera:
D'argent, au pont de sable maçonné du champ mouvant de la pointe, brochant une rivière ondée d'azur aussi en pointe et accompagné en chef d'un cerf courant de gueules; brochant sur le tout deux sapins de sinople issant des flancs dextre et sénestre.
Se ve un puente, hecho de plata y sable, bajo el que pasa un río de azul que otros ven como una montaña nevada, abundantes en este departamento alpino, sobre el puente salta un ciervo, hecho de gules, y a sus costados 2 árboles de abeto pintados de sinople.